# Schmierung

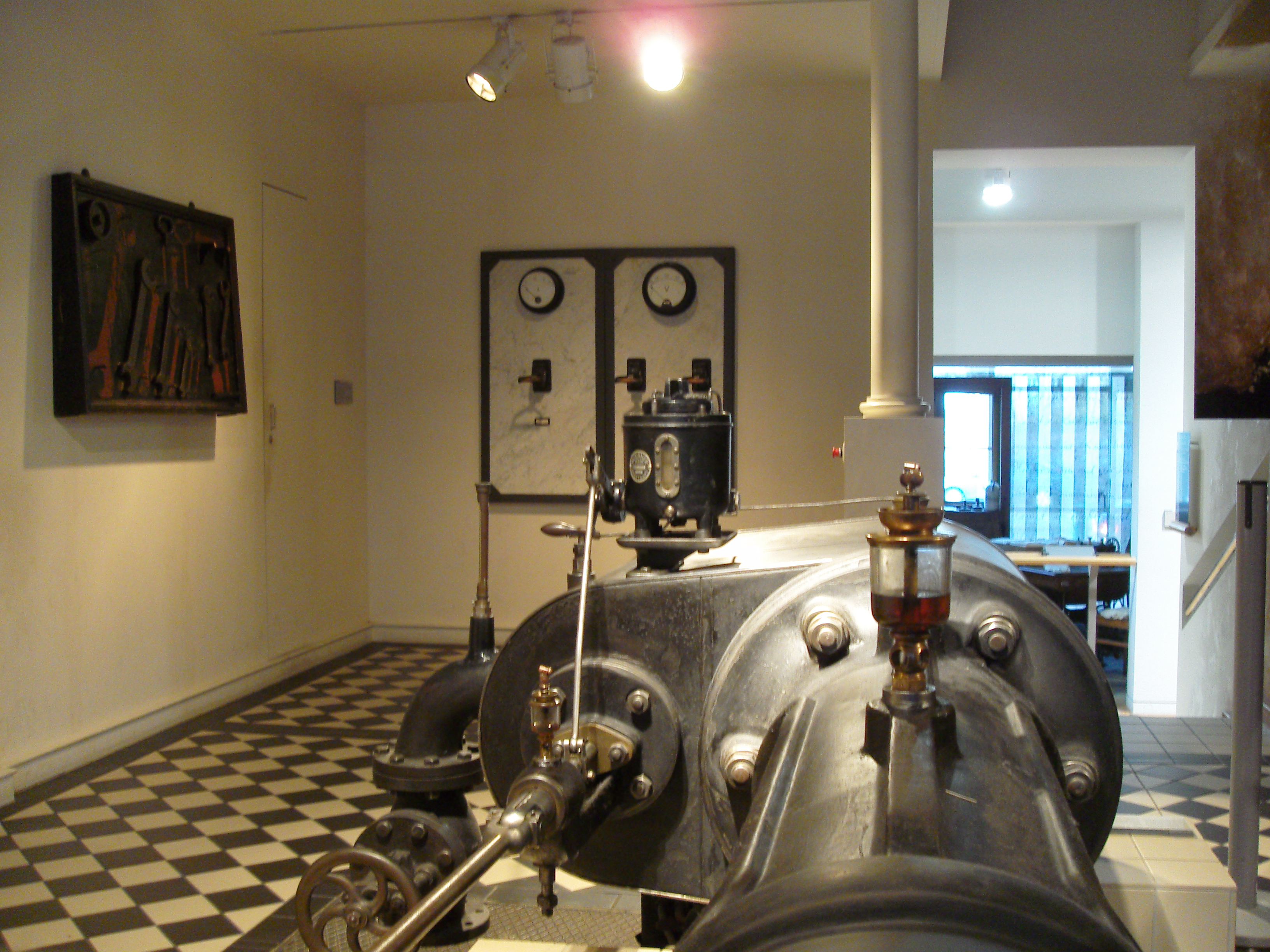
Automatische Schmierung einer Dampfmaschine während des Betriebs

Schmierung ist die Verringerung von Reibung und Verschleiß zwischen zwei Maschinenelementen („Reibpartnern“), die sich relativ zueinander bewegen. Dies geschieht durch den Einsatz eines geeigneten Schmierstoffes und Schmierverfahrens in der Tribologie.
Schmierung kann ähnlich wie Reibung eingeteilt werden:
1. Grenzschichtschmierung – ähnlich der Festkörper- bzw. Grenzreibung
2. Teilschmierung – ähnlich der Mischreibung
3. Vollschmierung – ähnlich Flüssigkeitsreibung

## Grenzschichtschmierung
Der Schmierstoff dringt in den Festkörper ein, es bildet sich eine Reaktionsschicht. Die Belastung wird durch die Rauheitsspitzen der Reibpartner getragen.

## Teilschmierung
Die Belastung wird zum einen Teil durch den Schmierfilm und zum anderen Teil durch die sich berührenden Rauheitsspitzen aufgenommen.

## Vollschmierung
Die Belastung wird komplett vom Schmierstoff aufgenommen. Die Kontaktflächen sind getrennt.
Die Vollschmierung lässt sich weiter unterteilen in:
1. hydrostatische bzw. aerostatische Schmierung
2. hydrodynamische Schmierung
3. elastohydrodynamische Schmierung

### Hydrostatische Schmierung (bei Luft: aerostatische Schmierung)
Die Trennung der Kontaktflächen erfolgt durch Einpumpen des Schmierstoffes in den Schmierspalt. Diese Form der Schmierung ist technisch sehr aufwändig und konstruktiv sehr anspruchsvoll. Es entsteht eine nahezu reibungslose Verschiebung, da bei der hydrostatischen Schmierung sofort eine Flüssigkeitsreibung entsteht, jedoch kommen bei diesen Verfahren, aufgrund der anspruchsvollen Herstellung, höhere Kosten zustande.

### Hydrodynamische Schmierung
Der Schmierstoff wird durch die Relativbewegung der Kontaktflächen zueinander in den sich verengenden Schmierspalt (auch als konvergierender Schmierspalt oder Schmierkeil bezeichnet) gefördert. Der Druck im Schmierstoff ist so hoch, dass die Kontaktflächen voneinander abgehoben werden. In der Realität treten jedoch häufig Mischreibung und/oder Stick-Slip-Effekte (Ruckgleiten) auf. Es entsteht eine geringe Gleitgeschwindigkeit.

### Elastohydrodynamische Schmierung
Diese Form der Schmierung tritt im Kontakt hochbelasteter bewegter Walzen auf, z. B. bei Zahnrädern und Wälzlagern. Die Theorie der Elastohydrodynamik (EHD-Theorie) berücksichtigt neben den hydrodynamischen Grundgleichungen auch die elastische Verformung der in Kontakt stehenden Körper infolge des hydrodynamischen Drucks. Eine Berührung der Grenzflächen wird hier nicht berücksichtigt; es tritt also reine Flüssigkeitsreibung auf. Charakteristisch für die EHD-Schmierung ist eine Verengung des Schmierspalts am Ende der Kontaktzone, die in Verbindung mit einer Druckspitze an ebendieser Stelle steht. Die Höhe der Druckspitze ist in der Regel geringer als der maximale hydrodynamische Druck.
Die EHD-Theorie liefert die Basis zur Berechnung des Schmierungseinflusses auf Zahnradschäden wie Grübchen, Fressen oder Graufleckigkeit.

## Supraschmierung
Für Supraschmierfähigkeit, die erst 2004 zwischen Graphen-Oberflächen nachgewiesen wurde, bei der die Reibung fast vollständig verschwinden kann, steht die technische Anwendung noch aus.